# Gran Premio Industria e Artigianato 2023
Il Gran Premio Industria e Artigianato 2023, cinquantacinquesima edizione della corsa e quarantacinquesima con questa denominazione, valida come prova di classe 1.Pro dell'UCI ProSeries 2023, si svolse il 26 marzo 2023 su un percorso di 199,8 km, con partenza e arrivo a Larciano, in Italia. La vittoria fu appannaggio dell'irlandese Ben Healy, il quale completò il percorso in 4h33'09", alla media di 43,888 km/h, precedendo l'eritreo Amanuel Gebreigzabhier ed il britannico Mark Stewart.

## Squadre e corridori partecipanti
| N.    | Cod. | Squadra                           |
| ----- | ---- | --------------------------------- |
| 1-7   | UAD  | UAE Team Emirates                 |
| 11-17 | AST  | Astana Qazaqstan Team             |
| 21-27 | EFE  | EF Education-EasyPost             |
| 31-37 | TFS  | Trek-Segafredo                    |
| 41-47 | BWB  | Bingoal WB                        |
| 51-57 | BEB  | Bolton Equities Black Spoke       |
| 61-67 | EOK  | Eolo-Kometa Cycling Team          |
| 71-77 | GBF  | Green Project-BardianiCSF-Faizanè |
| 81-87 | Q36  | Q36.5 Pro Cycling Team            |

| N.      | Cod. | Squadra                            |
| ------- | ---- | ---------------------------------- |
| 91-97   | COR  | Team Corratec                      |
| 101-107 | TNN  | Team Novo Nordisk                  |
| 111-117 | BTC  | Beltrami TSA Tre Colli             |
| 121-127 | BIA  | Biesse Carrera                     |
| 131-137 | GEF  | General Store Essegibi F.lli Curia |
| 141-147 | MGK  | MG.K Vis Colors for Peace VPM      |
| 151-157 | CPK  | Team Colpack Ballan                |
| 161-167 | TER  | Team Technipes #inEmiliaRomagna    |
| 171-177 | IWM  | Work Service-Vitalcare-Dynatek     |

## Ordine d'arrivo (Top 10)
| Pos. | Corridore              | Squadra   | Tempo    |
| ---- | ---------------------- | --------- | -------- |
| 1    | Ben Healy              | EF        | 4h33'09" |
| 2    | Amanuel Gebreigzabhier | Trek      | a 27"    |
| 3    | Mark Stewart           | Bolton    | a 47"    |
| 4    | Natnael Tesfatsion     | Trek      | s.t.     |
| 5    | Diego Ulissi           | UAE       | s.t.     |
| 6    | Felix Großschartner    | UAE       | s.t.     |
| 7    | Marco Tizza            | Bingoal   | s.t.     |
| 8    | Tony Gallopin          | Trek      | s.t.     |
| 9    | Christian Scaroni      | Astana    | s.t.     |
| 10   | Alessandro Tonelli     | Green Pr. | s.t.     |